# 路基完
《路基完》（韓語：로기완）是一部於2024年上映的韓國劇情片，改編自作家曹海珍於2011年出版的長篇小說《遇見盧基菀》，由憑借短片《修學旅行》獲得全州國際電影節、首爾獨立電影節和韓亞國際短片電影節最佳影片獎的導演金熙珍執導，宋仲基与崔成恩主演，影片由Netflix于2024年3月1日上线公开。

## 剧情概要
影片講述抱著人生最後的希望來到比利時的脫北者路基完和失去生存意義的女人瑪麗的相遇、離別和愛情的故事。

## 演員陣容
- 宋仲基 飾演 路基完，咸鏡北道青年，為了在比利時獲得難民身份而展開殊死搏鬥的脫北者。
- 崔成恩 飾演 李瑪麗，比利时籍韩裔，曾是一名射擊選手，因無法擺脫過去母親的死亡而飽受痛苦。在遇見路基完後，與他相戀。
- 瓦尔·瑟索布（Waël Sersoub）饰演 西里尔，在比利时经营一家酒吧，他向彷徨的玛丽提出了危险的建议。[2]
- 趙漢哲 飾演 ，李瑪麗的父親，生活在比利时的韩国商人。
- 金成鈴 飾演 玉熙，路基完的母親，是路基完前往比利時的決定性原因。
- 李壹花 飾演 ，瑪麗的母親。
- 李尚熙 飾演 金善珠，與路基完在比利時的工廠相遇的朝鮮族中國人。
- 徐賢宇 飾演 恩哲，路基完的舅舅。
- 禹康民 饰演 将路基完带至比利时的掮客
- 李庆民 饰演 与路基完一起搭乘飞机至比利时的移民男子
- 李美善 饰演 金景实，路基完在比利时难民局的翻译。
- 郑东根 饰演 延吉公安
- 南志宇 饰演 比利时精肉工厂班长
- 姜吉宇 饰演 路基完难民申请诉讼的辩护律师

## 製作
- 2017年7月11日，電影出現選角新聞後被製作方否認，稱劇本尚在開發階段，將由金熙珍導演負責重新改編[3]。
- 2022年10月25日，據報導宋仲基接到提案，有望飾演男主角路基完[4][5]。2023年1月4日，趙漢哲接到出演提案[6]。1月20日，崔成恩有望出演女主角瑪麗[7]。
- 2023年2月7日，Netflix公開主演陣容，電影確定由Netflix發行，這將是金熙珍導演的首部長篇電影[8][9]。

### 拍攝
- 2023年1月，媒體報導宋仲基、崔成恩、趙漢哲等演員將於2月中旬前往匈牙利進行拍攝，預計在當地停留一兩個月的時間。[10]
- 2023年2月6日，電影于韓國開機拍攝。宋仲基經紀公司證實其於2月中旬先行前往匈牙利；[11]其他媒體報導，崔成恩將於2月底到達匈牙利開始拍攝，兩人預計在當地進行兩個月的拍攝至4月中下旬，而趙漢哲、金成鈴等其他演員將於4月前往匈牙利拍攝。[12]
- 2023年5月19日，電影于匈牙利海外拍攝部分殺青。5月27日，宋仲基赴峇厘岛進行海外拍攝[13]。5月28日，電影全片殺青。

## 发行
2024年1月，媒体报道该片将于该年3月1日韩国三一节公开，Netflix随后回应确定公开日期后会公布。同年2月1日Netflix发布首款海报与预告片，正式宣布该片于3月1日在全球190个国家和地区上线公开。

## 反响
公开首周以310万次观看、690万小时观看时长位列当周（2月26日至3月3日）Netflix全球非英语类电影Top 10排行榜第3位；第2周（3月4日至3月10日）以510万次观看、1120万小时观看时长登顶当周Netflix全球非英语类电影Top 10排行榜；第3周掉至该榜单的第5位。

## 奖项荣誉
| 年份 | 颁奖礼                     | 奖项                  | 入围者 | 结果 | 参考   |
| ---- | -------------------------- | --------------------- | ------ | ---- | ------ |
| 2024 | 第60届百想艺术大奖         | 电影部门 女子配角奖   | 李尚熙 | 獲獎 | [ 20 ] |
| 2024 | 第45屆青龍電影獎           | 最佳女配角            | 李尚熙 | 獲獎 |        |
| 2024 | 第32届大韩民国文化演艺大奖 | 电影部门 最优秀演技奖 | 崔成恩 | 獲獎 | [ 21 ] |

## 外部連結
- 在Netflix上觀看《路基完》
- NAVER上《路基完》的資料
- Daum上《路基完》的资料
- 韩国电影数据库（KMDb）上《路基完》的資料
- 互联网电影数据库（IMDb）上《路基完》的资料（英文）
- 豆瓣电影上《路基完》的資料 （简体中文）